# Jan XIII (papież)
Jan XIII (łac. Ioannes XIII, ur. w Rzymie zm. 6 września 972 tamże) – papież w okresie od 1 października 965 do 6 września 972.

## Życiorys
Urodził się w Rzymie, był synem Jana Episcopusa; wbrew tezom, nie pochodził z rodu Krescencjuszów. Zanim został papieżem, pełnił funkcję biskupa Narni.
Został wybrany jako kandydat kompromisowy, pięć miesięcy po śmierci Leona VIII (przez ten czas Rzymianie prosili cesarza o przywrócenie Benedykta V). Jan XIII wprowadził w Rzymie despotyczne rządy, co doprowadziło do wybuchu powstania przeciw niemu w grudniu 965 roku. Papież został uwięziony, a następnie wygnany do Kampanii; zdołał jednak nawiązać kontakt z Ottonem I i poprosić o pomoc. W listopadzie 967 roku Rzymianie przywrócili Jana na Stolicę Piotrową i prosili go o przebaczenie (którego nie uzyskali). Na Boże Narodzenie tego roku Otton przybył do Rzymu i przebywał tam aż do 972 roku; w tym czasie został przeprowadzony synod (kwiecień 967), na którym Otton zwrócił Kościołowi dawny egzarchat Rawenny, upowszechniono celibat duchowieństwa i wsparto opactwo w Cluny. Ponadto Jan erygował arcybiskupstwo magdeburskie i 18 października 968 roku wyświęcił pierwszego arcybiskupa Adalberta.
W grudniu 967 Jan ukoronował Ottona II (syna Ottona I) na współcesarza, a pięć lat później udzielił ślubu jemu i księżniczce Teofano. Małżeństwo to było podyktowane względami politycznymi: Jan miał nadzieję na załagodzenie stosunków pomiędzy Rzymem a Konstantynopolem, czego jednak nie osiągnięto.
W 968 poświęcił dzwon dla bazyliki laterańskiej i po raz pierwszy nadał mu imię. Od tego czasu w Kościele katolickim nadaje się dzwonom imiona lub nazwy symboliczne.
Za jego pontyfikatu Polska przyjęła chrzest, za sprawą władcy Polan Mieszka I, a w 968 ustanowiono pierwsze biskupstwo misyjne w Poznaniu z biskupem Jordanem na czele.
Został pochowany w bazylice św. Pawła za Murami.